# Xã South Middleton, Quận Cumberland, Pennsylvania
Xã South Middleton (tiếng Anh: South Middleton Township) là một xã thuộc quận Cumberland, tiểu bang Pennsylvania, Hoa Kỳ. Năm 2010, dân số của xã này là 14.663 người.